# IC 466
IC 466 је емисиона маглина у сазвјежђу Једнорог која се налази на листи објеката дубоког неба у Индекс каталогу.
Деклинација објекта је - 4° 19' 2" а ректасцензија 7h 8m 38,9s. IC 466 је још познат и под ознакама CED 92, Sh2-288.